# Bakkum-Noord
Bakkum-Noord is een dorp in de gemeente Castricum, in de Nederlandse provincie Noord-Holland. Het ligt ten noorden van Bakkum en heeft 550 inwoners (2004). De plaats wordt nog al eens onder het dorp Bakkum gerekend. Soms wordt het ook verward met Noord-Bakkum dat nog wat noordelijker ligt maar formeel valt onder Bakkum-Noord.
Dat Bakkum-Noord nog vaak bij Bakkum wordt gerekend is niet zo gek. De plaats is pas als eigen plaats ontstaan in de loop van de 20e eeuw. Daarvoor was er wel sprake van buurtduiding als onderscheiding van het oude Bakkum en de groei en de verandering van Bakkum over de paar eeuwen daarvoor. De geschiedenis van Bakkum-Noord en Bakkum zijn daarom vereenzelvigd. Bakkum behoorde eeuwenlang tot het huize Egmond maar in 1613 ging het gebied over aan de heer Johan van Oldenbarneveldt. Zo werd Bakkum een vrije heerlijkheid. De heer Nicolaas Geelvinck koopt in 1749 als ambachtsheer van Castricum deze heerlijkheid op. Sindsdien zijn Castricum en Bakkum aan elkaar gekoppeld.
Dorpen: Akersloot · Bakkum · Bakkum-Noord · Castricum · Castricum aan Zee · Dusseldorp · Limmen · De Woude

Buurtschappen: Boekel · Duin en Bosch · Heemstee · Klein Dorregeest (deels) · Kogerpolder (deels) · Molendijk · Noord-End · Noord-Bakkum · Oosterbuurt · Oosterzij (deels) · Schulpstet · Starting · Stierop
Noord-Holland: Steden en dorpen      Nederland: Provincies · Gemeenten